# Atheta fulgens
Atheta fulgens är en skalbaggsart som beskrevs av Max Bernhauer 1907. Atheta fulgens ingår i släktet Atheta och familjen kortvingar. Inga underarter finns listade i Catalogue of Life.